# Església de la Mare de Déu dels Àngels (Barcelona)
L'església de la Mare de Déu dels Àngels és un edifici religiós situat al xamfrà dels carrers de València i de Balmes de Barcelona, inclòs a l'Inventari del Patrimoni Arquitectònic de Catalunya.

## Història
La constitució de la parròquia dels Àngels data del 1868, però fins al 1932 no es van definir la demarcació parroquial i l'emplaçament del temple. A finals d'aquest any, i per encàrrec del rector Joaquim Delgé, Josep Danés i Torras, arquitecte diocesà del Bisbat d'Urgell, va presentar els plànols del complex parroquial (església, escola parroquial i rectoria), però les obres no van començar fins després de la Guerra Civil, el 1942. La inauguració de l'església va tenir lloc el 1950, quan encara faltava part de la decoració interior. El 1952 es van instal·lar les làmpades, i el 12 d'octubre de 1955 es va consagrar l'església i el 25 de desembre de 1956 l'altar del Santíssim.
Les solucions adoptades per l'arquitecte situen l'església a cavall entre la nova arquitectura religiosa que estava imperant a Europa i el passat noucentista català, obrint una línia de continuïtat amb la tradició tot aportant solucions modernes.

## Descripció
Situada al xamfrà, l'església s'allunya dels edificis circumdants per a destacar-la i assegurar-ne una bona visibilitat. Els edificis parroquials dels costats són de menys alçada i lleugerament més retirats de la línia de façana. També en l'ús dels materials es produeix per contrast certa monumentalització: els edificis laterals amb parament de maó premsat vist combinant colors vermells i blancs i la pedra de Montjuïc. La façana de l'església presenta també un frontó amb la teulada a dos vessants que amaguen el terrat practicable.
La planta del temple comença al xamfrà i creua en diagonal el solar deixant a banda i banda espai pels edificis parroquials. Per tal d'assegurar una bona il·luminació a l'església es van projectar uns terrats a la part superior per poder obrir grans finestrals en arc parabòlic a la cúpula i patis de llum amb claraboies que donarien llum zenital als finestrals interiors.
L'interior és ric en decoració, realitzada en gran manera pel mateix arquitecte: des de la base de les plaques de marbre, enteixinats, motllures de guix policromat, estucats, paviments de gres ceràmic decorats, vitralls emplomats o làmpades, al mobiliari litúrgic. Les pintures al fresc i els esgrafiats van ser realitzats per Ferran Serra, i els mosaics venecians per Lluís Bru. Els vitralls de les finestres són obra de Joan Bonet amb escenes de la Mare de Déu dels Àngels i els sants que tingueren més relació amb la ciutat de Barcelona. En aquesta línia, s'hi troba una talla de la Mare de Déu dels Àngels de Martí Cabrer.
L'orientació de l'església, en estar situada al xamfrà est de l'illa del Pla Cerdà, coincideix amb l'exacta orientació teològica inspirada en la religió cristiana, perfectament alineada amb l'eix est-oest (absis-accés), essent l'única de l'Eixample amb aquesta característica.